# Hans Wiltschek
Hans Wiltschek (* 15. Dezember 1911; † 19. Dezember 1999; vollständiger Name: Johann Friedrich Wiltschek) war ein österreichischer Boxer im Federgewicht, der 1936 an den 11. Olympischen Sommerspielen in Berlin teilnahm und dort im ersten Kampf gegen den späteren Silbermedaillengewinner Charles Catterall aus Südafrika ausschied. Wiltschek wurde am Meidlinger Friedhof in Wien bestattet.